# Candy Rain
Pour plus de détails, voir Fiche technique et Distribution.
Candy Rain (chinois : 花吃了那女孩 ; Wade : Huā Chīle Nā Nǚhái ; litt. « Pluie de sucreries »), aussi connu sous le nom de 愛情糖果雨(-latnàiqíng tángguǒ yǔ), est un film taïwanais réalisé par Chen Hung-I (陳宏一).

## Synopsis
Candy Rain est un drama romantique combinant quatre histoires intimes et lyriques qui explorent les relations lesbiennes dans un Taïwan contemporain. Dans la première histoire, une jeune fille échappe à un amour brisé pour une amitié incertaine (et plus) à Taipei. Dans la seconde histoire, une autre fille cherche son idéal mais se retrouve impliquée dans une relation avec femme riche à la place. L'histoire suivante suit une héroïne qui cherche l'équilibre entre son mariage et le vrai amour. La dernière histoire présente un quatuor dont le point central est l'actrice et chanteuse Karena Lam. Le film présente un riche spectre d'amour et de perte, à la fois doux et amer, basé sur des histoires vraies.

## Fiche technique
- Durée : 106 minutes (1 h 46)

## Casting
- Karena Lam (林嘉欣) : Ricky
- Cyndi Wang (王心凌) : la petite amie de Ricky
- Josephine Hsu (許安安) : l'ex-petite amie de Ricky
- Chia-Hsin Lu (路嘉欣) : l'ex-petite amie de Ricky
- Grace Chen (陳泱瑾) : Pon
- Belle Hsin (辛佳穎) : Jessie
- Sandrine Pinna (張榕容) : U
- Waa Wei (en) (魏如萱) : Lin
- Niki Wu (吳立琪) : Spancer
- Kao I-Ling (高伊玲) : Summer
- Flora Sun (孫正華)

## Réception
Les critiques pour le film ont été partagées. Kozo du site internet Love HK Film a dit que Candy Rain était « un léger film à thématique lesbienne, qui est inégale et évident dans son exécution », mais Russel Edwards pour Variety a salué la performance « charmante » et la réalisation « gracieuse. »